# Líbano en los Juegos Paralímpicos
Líbano en los Juegos Paralímpicos está representado por el Comité Paralímpico Libanés, miembro del Comité Paralímpico Internacional.
Ha participado en cinco ediciones de los Juegos Paralímpicos de Verano, su primera presencia tuvo lugar en Sídney 2000. El país ha obtenido dos medallas en las ediciones de verano, ambas de bronce, logradas por el ciclista Edward Maalouf en Pekín 2008.
En los Juegos Paralímpicos de Invierno Líbano no ha participado en ninguna edición.

## Medallero

### Por edición
Juegos Paralímpicos de Verano
| Evento              | Oro | Plata | Bronce | Total |
| ------------------- | --- | ----- | ------ | ----- |
| Sídney 2000         | 0   | 0     | 0      | 0     |
| Atenas 2004         | –   | –     | –      | –     |
| Pekín 2008          | 0   | 0     | 2      | 2     |
| Londres 2012        | 0   | 0     | 0      | 0     |
| Río de Janeiro 2016 | –   | –     | –      | –     |
| Tokio 2020          | 0   | 0     | 0      | 0     |
| París 2024          | 0   | 0     | 0      | 0     |
| TOTAL               | 0   | 0     | 2      | 2     |

### Por deporte
Deportes de verano
| Evento   | Oro | Plata | Bronce | Total |
| -------- | --- | ----- | ------ | ----- |
| Ciclismo | 0   | 0     | 2      | 2     |